# Saint-Jacques-des-Guérets
Saint-Jacques-des-Guérets is een gemeente in het Franse departement Loir-et-Cher (regio Centre-Val de Loire) en telt 92 inwoners (2009). De plaats maakt deel uit van het arrondissement Vendôme.

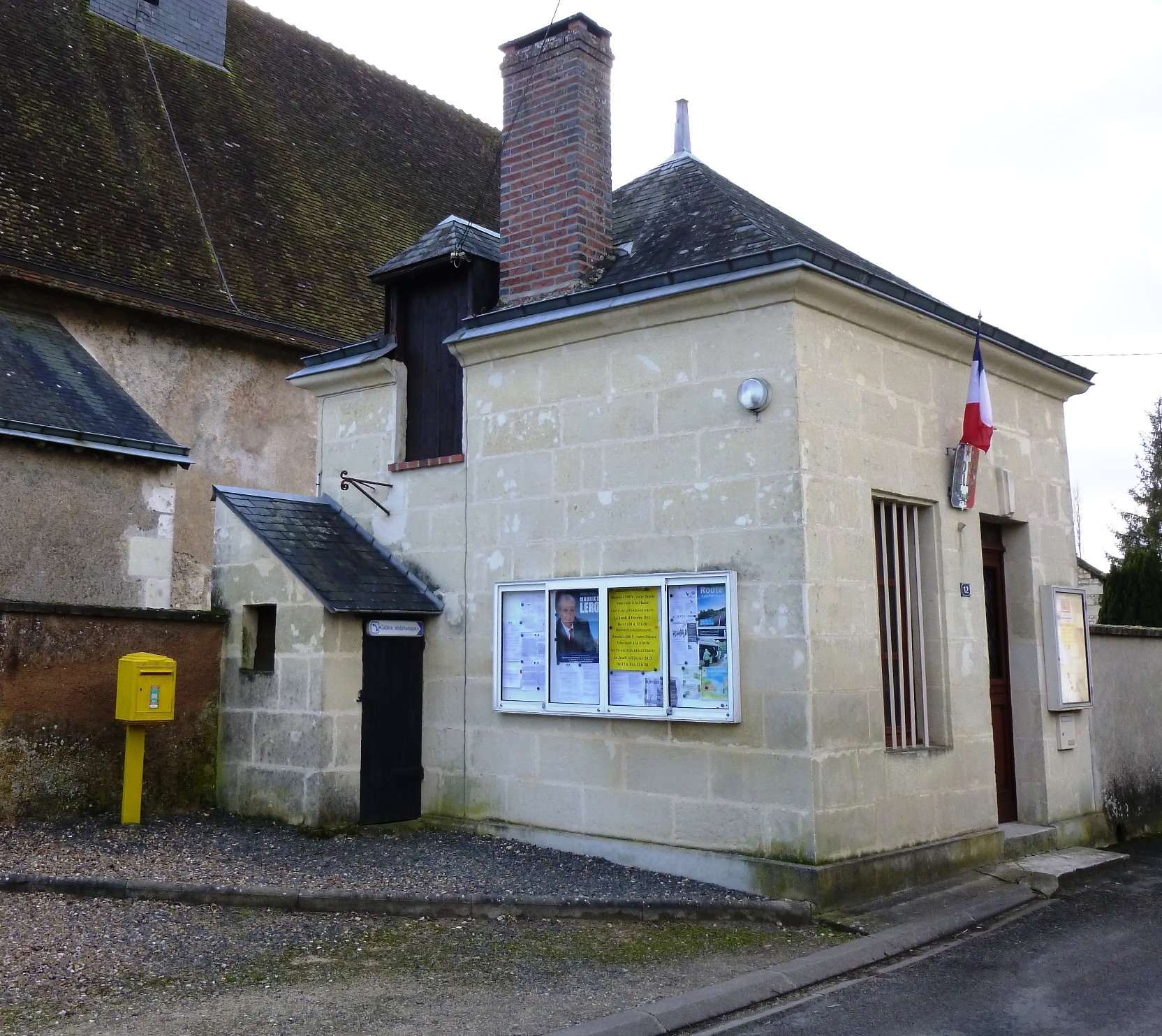
Gemeentehuis
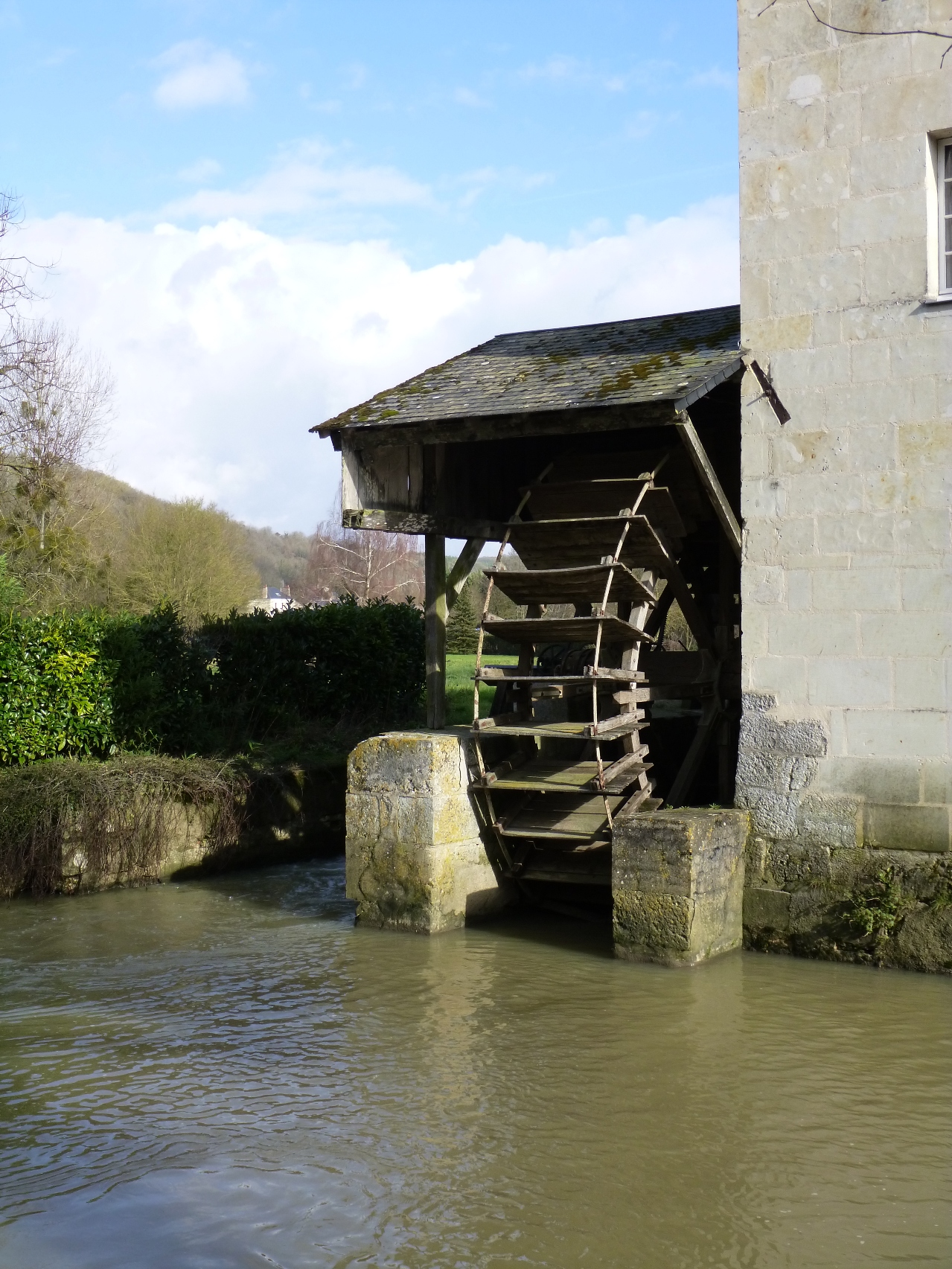
Watermolen

## Geografie
De oppervlakte van Saint-Jacques-des-Guérets bedraagt 1,8 km², de bevolkingsdichtheid is dus 51,1 inwoners per km².
De onderstaande kaart toont de ligging van Saint-Jacques-des-Guérets met de belangrijkste infrastructuur en aangrenzende gemeenten.

## Demografie
Onderstaande figuur toont het verloop van het inwonertal (bron: INSEE-tellingen).